# Félicette
Félicette volt az első és egyetlen macska, amely sikeres űrrepülést hajtott végre. A franciák lőtték fel 1963-ban. A macska túlélte a kalandot, azonban visszatérése után a tudósok elaltatták, hogy felboncolhassák.

## Előkészítés
Macska fellövését már a brazilok is tervezték 1959-ben, de etikai okok miatt letettek az ötletről.
A franciák kezdetben patkányt lőttek fel, majd macskákkal akarták megismételni a kísérletet. 14 macskát képeztek ki űrhajós küldetésre; agyukba sebészi úton mélyelektródákat ültettek, hogy ezekkel olvassák le a neurológiai impulzusokat, továbbá stimulálják őket. Az állatvédők tiltakoztak a bánásmód ellen, de a kutatókat ez nem érdekelte (a franciák ismertek voltak kiemelkedően barbár állatkísérleteikről; pl egy másik kísérletben 6 cica szemét kiszedték, hogy lássák az összefüggést a látás és a talpraesés között). Többek között ez az oka annak, hogy Félicette története viszonylag ismeretlen maradt.

## Űrrepülés
A 14 macska közül csak egyet találtak alkalmasnak az űrrepülésre. A fekete-fehér cicát a C 341 kóddal jelölték (a repülés után a média Félixnek nevezte el az 1958-as Félix, a macska c. rajzfilmsorozat szereplője után, de mivel nőstény volt, később Félicette néven vált ismertté). Eredete nem tisztázott, egyes források szerint egy kisállat-kereskedésből szerezték, mások szerint kóbor macska volt.
A rakétát 1963. október 18-án indították egy algériai állomásról, és 13 percet töltött a levegőben. Nem állt Föld körüli pályára, csak kisebb, 152 km-es szuborbitális űrugrást teljesített. A macska mindvégig nyugodt maradt, és túlélte a repülést. A visszatérő kapszulát helikopterrel felkutatták, a macskát pedig további vizsgálatoknak tették ki, majd elaltatták, hogy felboncolhassák.
A maradék 13 cicából egyet még fellőttek, de elpusztult; kilencet megöltek, egyből kioperálták az elektródákat, majd viszonylag egészségesen élt, a többi sorsa ismeretlen.
2019-ben szobrot állítottak Félicette-nek a strasbourgi International Space Universityn.

## Eredmények
A műszerek kiváló minőségű adatokat gyűjtöttek az állat neurológiai és fiziológiai válaszairól, és a stimulálás is sikeres volt. Az adatokat később megosztották a médiával.
A franciák 1967-ben még fellőttek két majmot, majd felhagytak az űrállatkísérletekkel (bár később besegítettek a szovjet űrprogram ilyen irányú kutatásaiba).